# Ochthebius auriculatus
Ochthebius auriculatus es una especie de escarabajo del género Ochthebius, familia Hydraenidae. Fue descrita científicamente por Rey en 1886.
Se distribuye por Alemania (en el estado federado de Schleswig-Holstein). Mide 1,85-1,95 milímetros de longitud.